# Matías Edelstein
Matías Adrián Edelstein (Buenos Aires, 18 giugno 1992) è un giocatore di calcio a 5 argentino, campione sudamericano con la nazionale argentina nel 2022.

## Carriera

### Club
Eccetto una parentesi biennale al Polideportivo Bami, Edelstein ha sempre giocato nell'Hebraica, diventandone negli anni una bandiera. Nella stagione 2015 è stato il capocannoniere della División de Honor, mettendo a segno 24 reti nel torneo di Apertura e 22 in quello di Clausura.

### Nazionale
Già convocato nelle diverse selezioni giovanili, con cui partecipò a due edizioni  campionato sudamericano Under-20, Edelstein debutta giovanissimo nella nazionale maggiore. Dovrà tuttavia attendere la Coppa del Mondo 2021 prima di disputare un torneo internazionale.

## Palmarès
- Coppa America: 1
Paraguay 2022